# Cèlia Artiga Esplugues
Cèlia Artiga Esplugues  (Reus, 1912 - 2000) va ser una pedagoga catalana. És coneguda per haver creat les jornades de mestres de Reus Tarragona i Valls, també pel seu llibre: L'Escola que jo he viscut, on descriu les seves experiències vitals i pedagògiques.

## Biografia
De jove els seus pares van emigrar a l'Argentina on van obrir un restaurant i no va tornar a Reus fins al 1923 on va estudiar a l'escola de Nostra Senyora de Misericòrdia. Va començar a estudiar per a mestra a l'Escola Normal de la Generalitat i, interessada pels nous mètodes, va treballar al parvulari Forestier. El 1934 va començar com a mestra a Reus però el 1937 (a l'edat de 22 anys) va haver de deixar la ciutat per anar a Arties a la Vall d'Aran on es va refugiar durant la guerra civil junt al seu marit i fills.
Després de la guerra va ser contrària als nous plans d'estudis i va intentar amb enginy esquivar la rigidesa de l'ensenyament franquista en diverses escoles de tot Catalunya. Mort encara jove el seu marit es va establir a Reus i va donar classes al col·legi del Barri de la Immaculada. Els seus objectius com a docent era aconseguir un mètode i material didàctic més eficaç per els seus alumnes. Al 1977 deixa l'escola publica i comença a realitza conferencies, cursos i seminaris al servei del ensenyament català on va promoure trobades d'equips de mestres de Reus, Tarragona i Valls, s'interessà per l'escola activa i va conèixer tot el que es publicava com a material per pàrvuls a Espanya, visitant també escoles d'Itàlia i de l'Argentina. A través de les Escoles d'Estiu, de les Escoles Universitàries de Mestres i de l'Institut de Ciències de l'Educació va fer un treball cultural intens per tot Catalunya i Andorra. El 1981 una escola a la ciutat de Reus rep el seu nom. Es jubilà de mestra a l'Escola Prat de la Riba de Reus.
Va morir el dia 3 de gener del 2000. La ciutat de Reus li va dedicar un carrer.

## Publicacions
- El material escolar: parvulari i cicle inicial. Vic: Eumo, 1983.
- L'Escola que jo he viscut: 1919-1977. Reus: Germans Palacín Artiga, 1991.[1]